# Кайрпре Дам Айркит
Кайрпре Дам Айркит (Кайрпре Дайм Аргайт; др.‑ирл. Cairpri Dam Aircit, Cairpri Daim Argait; умер в 514) — первый король Айргиаллы (507?—514), упоминающийся в ирландских анналах.

## Биография
Кайрпре Дам Айркит был сыном Эохайда и внуком Кримтанна Летана, правившего Айргиаллой в середине V века. Согласно спискам айргиалльских королей, Кайрпре получил престол этого королевства после смерти короля Круйнна мак Эродайна, которую некоторые исторические источники датируют 507 годом. Своё прозвище — «Айркит» («Богатый») — Кайрпре, вероятно, получил из-за обладания большим количеством домашнего скота.
В начале VI века Айргиалла была объединением девяти племён, живших на границе владений Северных Уи Нейллов и Ульстера. Короли Айргиаллы находились в зависимом положении от контролировавших восточные и северные земли Ирландии Уи Нейллов. Их располагавшиеся в пограничьи земли неоднократно были ареной военных столкновений между ульстерцами и Уи Нейллами.
Средневековые источники сообщают очень мало подробностей о правлении короля Кайрпре Дама Айркита. Предполагается, что он или его сын Даймин Айркит могли быть первыми айргиальскими королями-христианами. В 10-й главе жития святого Медока, идентифицируемого с Айданом Фернским, содержится анахронистическое свидетельство о том, что, будучи ребёнком, Даймин утонул, но был воскрешён молитвами этого святого.
«Анналы Ульстера» упоминают о смерти короля Кайрпре в 514 году. Таким образом, Кайрпре — первый из айргиалльских королей, существование которого подтверждается ирландскими анналами. Согласно спискам правителей Айргиаллы, после кончины Кайрпре престол перешёл сначала к Лойте мак Аэдо, смерть которого датируют 517 годом, а затем Даймину мак Круйнну. Однако сколько-нибудь подробные сведения сохранились только о третьем преемнике Кайрпре, короле Колгу мак Лойте, упоминающемся в 520 или 523 году.
По свидетельству средневековых генеалогических трактатов, Кайрпре Дам Айркит был предком айргиалльского септа Уи Хремтайнн. В «The Laud Genealogies and Tribal Histories» сообщается о том, что Кайрпре был отцом семи сыновей: Кормак, Над Слуайг, Ферадах, Даймин Айркит, Фиаха, Бриан и Аэд, ставших родоначальниками различных ветвей рода Уи Хремтайнн. По данным трактата XII века «Banshenchas» («Об известных женщинах»), дочерью Кайрпре была Ангас, вторая супруга короля Мунстера Нада Фройха.